# Al-Jazira Club
Al-Jazira Club of Al Jazeera ( الجزيرة ) is een sportclub uit Abu Dhabi (Verenigde Arabische Emiraten). De club ontstond in 1974 na een fusie tussen Al Khalidiyah Club (van 1969) en Al Bateen Club (van 1973). In 2011 werd Al-Jazira voor het eerst in haar geschiedenis landskampioen.
Bij de voetbalafdeling van de club speelden onder andere Bonaventure Kalou, de Liberiaanse steraanvaller George Weah die hier in 2002 zijn carrière afsloot en Phillip Cocu, die er in 2008 zijn actieve loopbaan beëindigde.
Naast voetbal zijn bowlen, handbal, volleybal en zwemmen afdelingen van de club.

## Erelijst

### Nationaal
- UAE Pro League: 2011, 2017, 2021
- First Division League: 1983, 1988
- UAE President's Cup: 2011, 2012, 2016
- UAE League Cup: 2010
- UAE Federation Cup: 2007
- UAE Super Cup: 2021

### Regionaal
- GCC Club Cup: 2007

## Resultaten

### Al-Jazira in Azië
| Seizoen | Competitie           | Ronde | Land                   | Club               | Score    |
| ------- | -------------------- | ----- | ---------------------- | ------------------ | -------- |
| 2009    | AFC Champions League | Groep | Vlag van Saoedi-Arabië | Al-Ittihad Djedda  | 0-0, 1-1 |
|         |                      | Groep | Vlag van Iran          | Esteghlal FC       | 1-1, 2-2 |
|         |                      | Groep | Vlag van Qatar         | Umm-Salal SC       | 0-1, 2-2 |
| 2010    | AFC Champions League | Groep | Vlag van Saoedi-Arabië | Al-Ahli            | 1-5, 0-2 |
|         |                      | Groep | Vlag van Iran          | Esteghlal FC       | 0-0, 2-1 |
|         |                      | Groep | Vlag van Qatar         | Al-Gharrafa        | 2-4, 1-2 |
| 2011    | AFC Champions League | Groep | Vlag van Saoedi-Arabië | Al-Ahli            | 2-3, 1-3 |
|         |                      | Groep | Vlag van Iran          | Sepahan Isfahan FC | 1-4, 1-5 |
|         |                      | Groep | Vlag van Qatar         | Al-Gharrafa        | 2-5, 0-0 |

## Bekende (oud-)spelers
- Michael Beauchamp
- Mbark Boussoufa
- Elson Becerra
- James Debbah
- Matías Delgado
- Emmanuel Ebiede
- Jefferson Farfán
- Neeskens Kebano
- Bonaventure Kalou
- Lucas Neill
- Thiago Neves
- Ricardo Oliveira
- Thulani Serero
- Rafael Sóbis
- Mirko Vučinić
- George Weah

### Nederlandse (oud-)spelers
- Nacer Barazite
- Chahine van Bohemen
- Phillip Cocu
- Brandley Kuwas
- Karim Rekik